# Lichtenwalder Moor

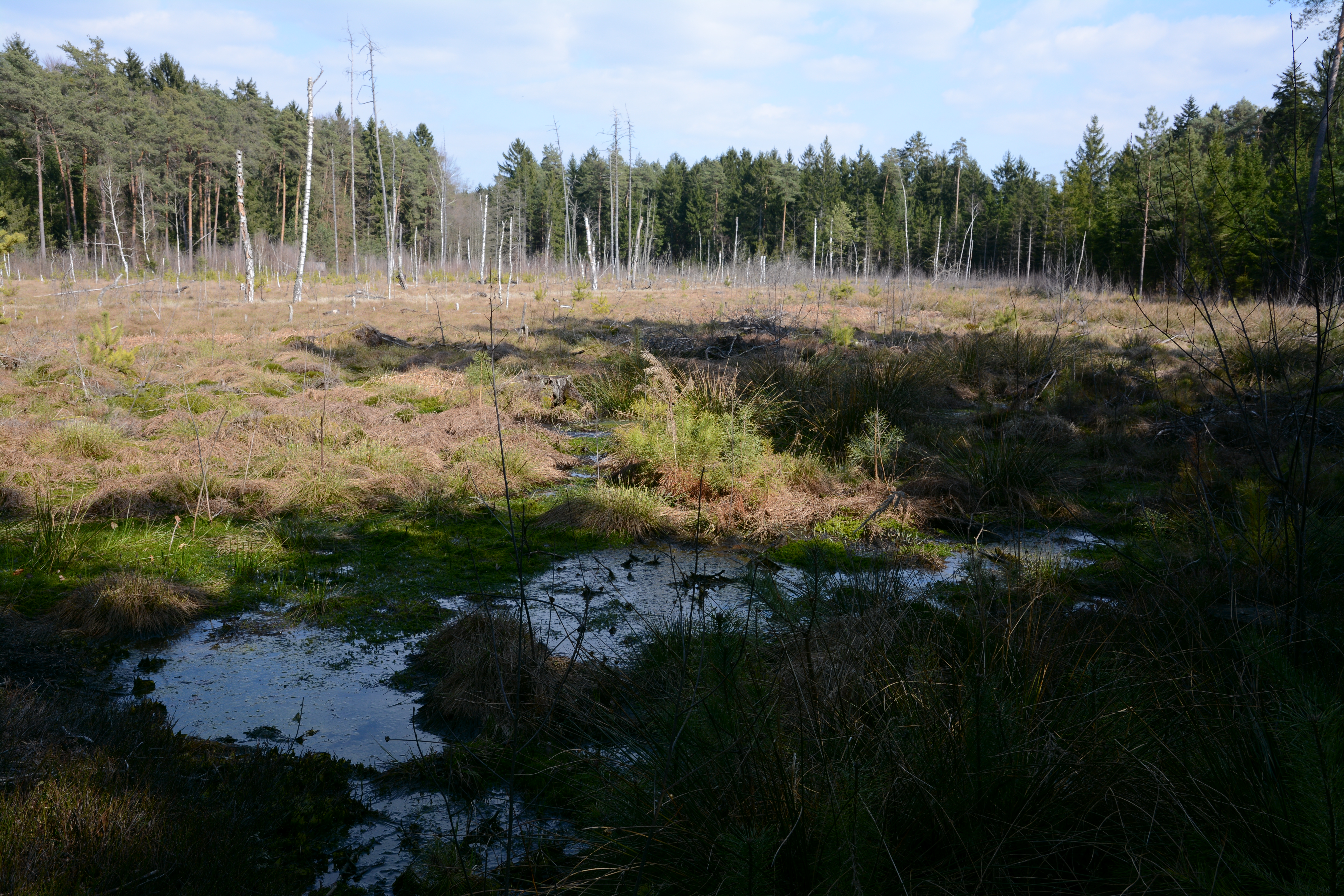
Lichtenwalder Moor (2015)

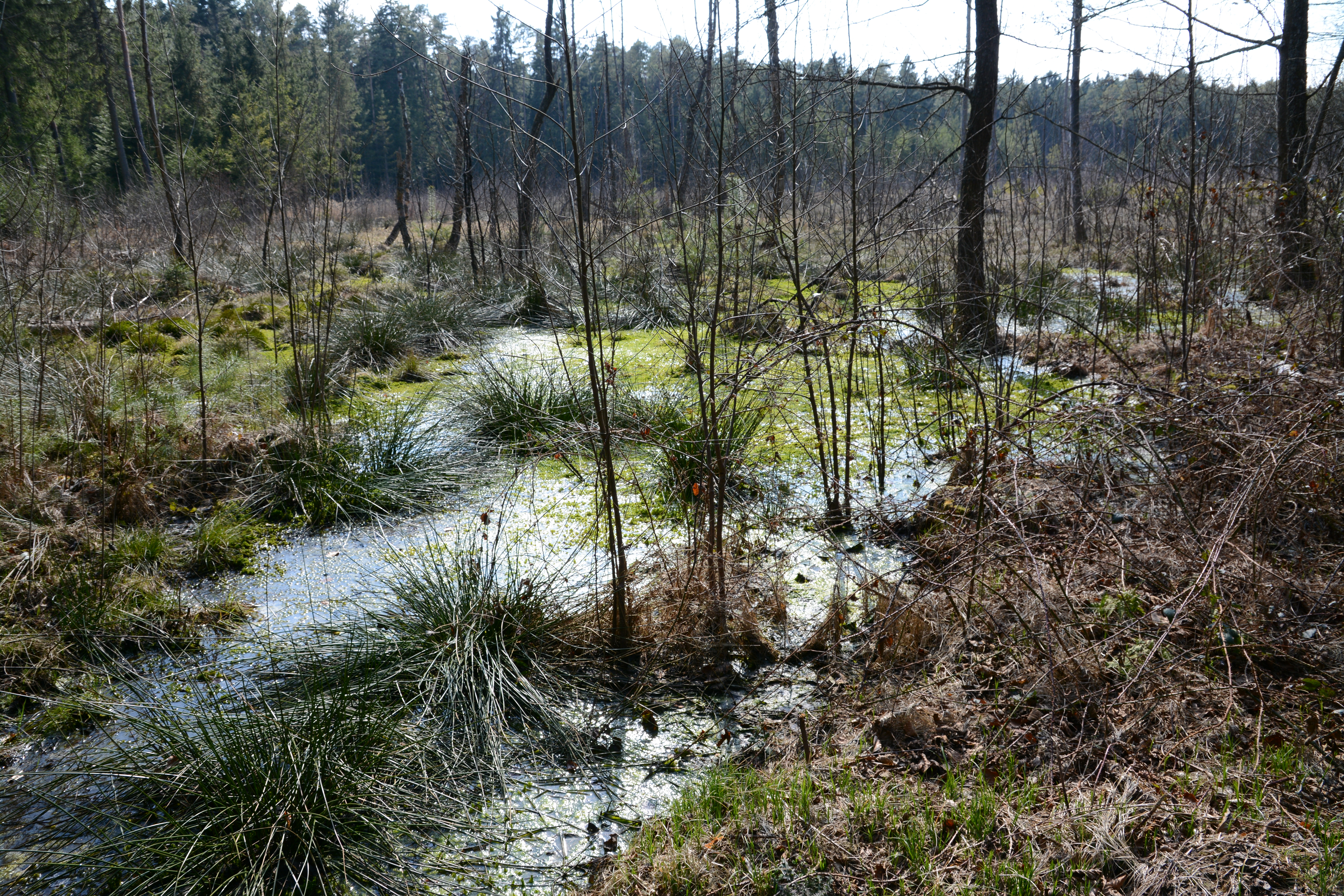

Das Lichtenwalder Moor ist ein Moorgebiet in der Gemeinde Bad Waltersdorf in der Steiermark.

## Lage
Das Moor befindet sich südwestlich von Bad Waltersdorf zwischen Lichtenwald und Hohenbrugg und wurde 2008 zum Naturschutzgebiet erklärt.

## Besonderheiten
Im Moor sind zahlreiche Pollen konserviert, womit das Moor ein wertvolles Archiv für die Vegetationsforschung darstellt. Aufgefunden wurden Pollen von allen wichtigen Waldbäumen, aber auch Edelkastanien, Walnusspollen und Getreidepollen (beispielsweise von Roggen), die während der Latènezeit, der Besiedelung vor rund 2400 bis 2000 Jahren, hier abgelagert wurden.